# Calycogonium rhamnoideum
Calycogonium rhamnoideum är en tvåhjärtbladig växtart som beskrevs av Charles Victor Naudin. Calycogonium rhamnoideum ingår i släktet Calycogonium och familjen Melastomataceae.
Artens utbredningsområde är Jamaica. Inga underarter finns listade i Catalogue of Life.